# Ariel Cólzera
Ariel Damián Cólzera (Resistencia, 15 aprile 1986) è un calciatore argentino, attaccante svincolato.

## Carriera

### Club
Ha giocato nella massima serie dei campionati argentino, ceco e cileno.